# Misumenops consuetus
Misumenops consuetus là một loài nhện trong họ Thomisidae.
Loài này thuộc chi Misumenops. Misumenops consuetus được Richard C. Banks miêu tả năm 1898.